# Bavenite
La bavenite è un minerale. Prende il nome dalla località di Baveno, sul Lago Maggiore, dove è stato scoperto nel 1901 . Il minerale è stato ritrovato anche presso San Diego (California), nel Devonshire (Regno Unito), a Titting (Baviera), in Val Nalps (Svizzera) e in Val d'Ossola (Italia).

## Caratteristiche fisiche
È debolmente piezoelettrico e non è radioattivo.

## Origine e giacitura
In natura la bavenite si può trovare sotto forma di drusa all'interno di cavità miarolitiche del granito e di pegmatiti associate. Si forma a partire dall'alterazione di altri minerali contenenti berillio. Può anche formare vene di metamorfismo idrotermale.
Di solito questo minerale si trova associato ad altri minerali come berillo, phenakite, bertrandite, quarzo, epidoto, stibnite, albite, ortoclasio, titanite, clinozoisite e tremolite.